# Campionato brasiliano di rugby a 15 2003
Il Campionato brasiliano di rugby a 15 del 2003 (in portoghese Campeonato brasileiro de rugby de 2003 o Brasileirão de rugby 2003 ) è stata una competizione promossa dalla ABR (Associação Brasileira de Rugby) con otto squadre partecipanti.
La squadra vincitrice è stata il São José Rugby Clube di São José dos Campos, che ha conquistato il suo secondo titolo.

## Squadre partecipanti
|  | Squadra      | Città               | Stato          |
|  | Bandeirantes | San Paolo           | San Paolo      |
|  | Desterro     | Florianópolis       | Santa Catarina |
|  | Niterói      | Niterói             | Rio de Janeiro |
|  | Rio Branco   | San Paolo           | San Paolo      |
|  | O’Malley     | San Paolo           | San Paolo      |
|  | São José     | São José dos Campos | San Paolo      |
|  | SPAC         | San Paolo           | San Paolo      |
|  | Varginha     | Varginha            | Minas Gerais   |

## Formula
Le otto squadre si incontrarono in un girone di sola andata.

### Risultati
|           | 1ª giornata           |      |
| --------- | --------------------- | ---- |
| 10-5-2003 | O’Malley — Niterói    | 0-14 |
| 10-5-2003 | Rio Branco — Desterro | 6-19 |
| 10-5-2003 | São José — Varginha   | 96-3 |
| 10-5-2003 | SPAC — Bandeirantes   | 3-36 |

|           | 4ª giornata             |       |
| --------- | ----------------------- | ----- |
| 12-7-2003 | Bandeirantes — Desterro | 25-16 |
| 12-7-2003 | O’Malley — Rio Branco   | 19-15 |
| 12-7-2003 | São José — SPAC         | 36-17 |
| 12-7-2003 | Varginha — Niterói      | 0-28  |

|            | 7ª giornata             |       |
| ---------- | ----------------------- | ----- |
| 25-10-2003 | Niterói — Rio Branco    | 41-22 |
| 25-10-2003 | São José — Bandeirantes | 33-17 |
| 25-10-2003 | SPAC — Desterro         | 29-10 |
| 25-10-2003 | Varginha — O’Malley     | 27-27 |

|           | 2ª giornata             |       |
| --------- | ----------------------- | ----- |
| 31-5-2003 | Bandeirantes — Varginha | 109-0 |
| 31-5-2003 | Desterro — Niterói      | 23-10 |
| 31-5-2003 | O’Malley — São José     | 3-35  |
| 31-5-2003 | Rio Branco — SPAC       | 27-25 |

|          | 5ª giornata               |       |
| -------- | ------------------------- | ----- |
| 9-8-2003 | Bandeirantes — Rio Branco | 50-19 |
| 9-8-2003 | Desterro — Varginha       | 42-7  |
| 9-8-2003 | Niterói — São José        | 19-19 |
| 9-8-2003 | SPAC — O’Malley           | 14-0  |

|                | 3ª giornata             |       |
| -------------- | ----------------------- | ----- |
| 14 giugno 2003 | Desterro — São José     | 24-30 |
| 14 giugno 2003 | Niterói — SPAC          | 13-18 |
| 14 giugno 2003 | O’Malley — Bandeirantes | 7-52  |
| 14 giugno 2003 | Varginha — Rio Branco   | 36-47 |

|           | 6ª giornata            |       |
| --------- | ---------------------- | ----- |
| 4-10-2003 | Desterro — O’Malley    | 14-0  |
| 4-10-2003 | Niterói — Bandeirantes | 15-22 |
| 4-10-2003 | São José — Rio Branco  | 45-10 |
| 4-10-2003 | Varginha — SPAC        | 7-41  |

## Classifica
|  |    | Squadra      | G | V | N | P | PF  | PS  | P±   | BM | BS | Pt |
|  | -- | ------------ | - | - | - | - | --- | --- | ---- | -- | -- | -- |
|  | 1. | São José     | 7 | 6 | 1 | 0 | 294 | 93  | 201  | 6  | 0  | 32 |
|  | 2. | Bandeirantes | 7 | 6 | 0 | 1 | 311 | 93  | 218  | 5  | 0  | 29 |
|  | 3. | SPAC         | 7 | 4 | 0 | 3 | 147 | 129 | 18   | 2  | 1  | 19 |
|  | 4. | Desterro     | 7 | 4 | 0 | 3 | 148 | 107 | 41   | 1  | 1  | 18 |
|  | 5. | Niterói      | 7 | 3 | 1 | 3 | 140 | 104 | 36   | 2  | 2  | 18 |
|  | 6. | Rio Branco   | 7 | 2 | 0 | 5 | 146 | 235 | −89  | 2  | 1  | 11 |
|  | 7. | O’Malley     | 7 | 1 | 1 | 5 | 56  | 171 | −115 | 1  | 0  | 7  |
|  | 8. | Varginha     | 7 | 0 | 1 | 6 | 80  | 390 | −310 | 2  | 0  | 4  |